# فارس القاضي
فارس القاضي لاعب كرة قدم سعودي ، يلعب مدافع.
لعب سابقاً في نادي الصقور و وقع مع نادي رضوى عام 2015 و عاد إلى نادي الصقور في عام 2017 .